# Annick Prieur
Annick Prieur (født 1959) er en norsk/fransk kriminolog, der er ansat som professor ved Institut for Sociologi og Socialt Arbejde ved Aalborg Universitet.

## Uddannelse
Annick Prieur har en magistergrad i kriminologi fra 1987 og en dr.polit.-grad i sociologi fra 1993, begge fra Universitetet i Oslo.

## Karriere
Annick Prieur blev ansat som professor ved Institut for Sociologi og Socialt Arbejde ved Aalborg Universitet i 2006. Hun har tidligere været ansat ved Universitetet i Oslo og ved forskningsinstituttet NOVA. I 1999 blev hun ansat som lektor ved Aalborg Universitet, hvilket hun fungerede som indtil professoratet i sociologi i 2006. Hun havde i perioden 2006-2016 en 20% ansættelse som professor i kriminologi ved Universitetet i Oslo, og derefter i 2016-2018 en tilsvarende ansættelse ved den norske Politihøgskolen.
Annick Prieurs forskning spænder bredt, og mange arbejder vedrører på forskellige måder social differentiering og marginalisering, ofte med et kultursociologisk perspektiv. De tidlige arbejder omhandlede forskellige former for marginaliserede seksualiteter: Norske bøssers håndtering af risiko for HIV-smitte, mandlige prostitutionskunders motivationer og erfaringer samt kønskonstruktioner og identiteter blandt mexicanske mænd med en homo-eller biseksuel praksis. Det sidste studie var grundlaget for Prieurs dr.polit.-afhandling og også bogen Mema’s House, Mexico City. Den er baseret på etnografisk feltarbejde blandt transvestitprostituerede i udkanten af Mexico City i det fattige byområde Nezahualcoyotl. Analysen bidrager til at ”afselvfølgeliggøre” kategorier for kønsidentitet og for seksuel orientering ved at vise en historisk og kulturel bundethed. I nyere arbejder er Prieur vendt tilbage til seksualitetssociologien med studier af den retslige håndtering af menneskehandel til prostitution og af voldtægt. Prieur er i denne forbindelse en del af Projekt CRIVIC, som netop omhandler "menneskehandlede kvinders møde med de danske myndigheder, og den betydning en status som 'offer for menneskehandel' har for ofrenes muligheder og hverdagsliv i Danmark." 
Annick Prieur har i forbindelse med oversættelser af nogle af Pierre Bourdieus værker fra fransk til norsk fået interesse for og indsigt i Bourdieus sociologiske tilgang. Dette har blandt andet udmøntet sig i det forskningsrådsfinansierede projekt COMPAS (Contemporary patterns of social differentiation, the case of Aalborg), som Prieur var projektleder for. Projektet havde sit teoretiske udgangspunkt i Pierre Bourdieus model for social differentiering og viste, at sociale forskelle også i Danmark kan forstås som struktureret af økonomisk og kulturel kapital. I forlængelse af COMPAS-projektet, og, ligeledes med forskningsrådsfinansiering, oprettede Prieur i 2008 netværket SCUD (Network for the Studies of Social Differentiation and Cultural Distinctions), med deltagere fra en række europæiske lande. Blandt resultaterne af dette samarbejde er artikler med Mike Savage om nye former for kulturel kapital og med Johs Hjellbrekke om receptionen af Bourdieu i Skandinavien.
Det forskningsrådsfinansierede projekt ESSET (Education in Social Skills and Emotional Training) var Annick Prieur ligeledes involveret i. Projektet havde fokus på vor tids krav til sociale færdigheder og følelseshåndtering samt den marginalisering af alternative adfærdsmåder, som tidens normer afstedkommer.
Annick Prieur repræsenterer Danmark i Nordisk Samarbejdsråd for Kriminologi.